# 2058 Róka
2058 Róka este un asteroid din centura principală, descoperit pe 22 ianuarie 1938, de György Kulin.